# Mountville (Pensilvania)
Mountville es un borough ubicado en el condado de Lancaster en el estado estadounidense de Pensilvania. En el año 2000 tenía una población de 2,444 habitantes y una densidad poblacional de 1,103 personas por km².

## Geografía
Mountville se encuentra ubicado en las coordenadas 40°2′23″N 76°25′57″O / 40.03972, -76.43250.

## Demografía
Según la Oficina del Censo en 2000 los ingresos medios por hogar en la localidad eran de $45,366 y los ingresos medios por familia eran $51,031. Los hombres tenían unos ingresos medios de $36,791 frente a los $23,910 para las mujeres. La renta per cápita para la localidad era de $22,010. Alrededor del 7.2% de la población estaba por debajo del umbral de pobreza.